# Stará Voda (district de Cheb)
Pour les articles homonymes, voir Stará Voda.
Stará Voda (en allemand : Altwasser) est une commune du district de Cheb, dans la région de Karlovy Vary, en République tchèque. Sa population s'élevait à 517 habitants en 2020.

## Géographie
À vol d'oiseau, Stará Voda se trouve à 3 km au sud-ouest du centre de Lázně Kynžvart, à 19 km au sud-est de Cheb, à 34 km au sud-ouest de Karlovy Vary et à 133 km à l'ouest de Prague.
La commune est limitée par Lipová, Dolní Žandov et Lázně Kynžvart au nord, par Valy à l'est, par Tři Sekery à l'est et au sud-est, par l'Allemagne au sud-ouest et à l'ouest.

## Histoire
La première mention écrite de la localité date de 1380.